# Chromis cyanea
Chromis cyanea es una especie de peces de la familia Pomacentridae en el orden de los Perciformes.

## Morfología
Los machos pueden llegar alcanzar los 15 cm de longitud total.

## Hábitat
Es un pez de mar. Está fuertemente asociado a los arrecifes coralinos y a sustratos estructuralmente complejos. Está distribuido a lo largo y ancho del mar Caribe, prefiere aguas cálidas tropicales y su rango de profundidad se mantiene  en lo somero de 1 a 15 metros.

## Distribución geográfica
Se encuentra en Bermuda, el sur de Florida y el Caribe, incluyendo las Bahamas, el Golfo de México, Antillas y las costas de Venezuela.